# Tourisme en Autriche

Château de Hohenwerfen.

Le tourisme en Autriche représente un facteur économique d'importance majeure. Avec des paysages pittoresques, une richesse exceptionnelle en monuments et musées ainsi que des complexes de loisirs sportifs hivernaux et estivaux, l'Autriche se dresse comme une destination touristique par excellence.
En 2018, un total de149,8 millions de nuitées a induit un chiffre d'affaires de 26,2 milliards d'euros.

## Économie
En 2018, l’industrie du tourisme, a réalisé un chiffre d’affaires de 26,2 milliards d'euros.
En outre, il y avait des revenus provenant de la consommation culturelle, récréative, sportive et commerciale des touristes, ainsi que des revenus provenant des fêtes et des foires commerciales.
Le tourisme a aidé l’économie autrichienne à dégager un excédent de balance des paiements au cours des dernières décennies ; la balance commerciale du secteur n’est positive que depuis 2002. En 2005, l’excédent s’est élevé à 5,1 milliards d'euros, ce qui a presque compensé le compte courant.
En 2005, il y avait 69 981 entreprises touristiques en Autriche. La proportion de logements de petite taille et meublés simplement est en baisse. Le nombre de lits 4 et 5 étoiles a augmenté de 27 % entre 1996 et 2006 et le nombre de lits dans les logements privés a diminué de 17%. Le taux d'occupation des lits dans les Länder occidentaux (Salzbourg, Tyrol et Vorarlberg) est plus élevé en hiver qu'en été. En 2006, les taux d'occupation en Autriche étaient plus élevés en hiver (33,7 %) qu'en été (28,9 %) et les plus élevés à Vienne (62,8 % en été).
L'exportation du savoir-faire touristique autrichien revêt une importance considérable pour le compte des services autrichiens.

## Les régions touristiques
Les destinations touristiques les plus prisées sont les régions alpines, les lacs et les villes riches en patrimoine artistique et en activités culturelles, notamment Vienne, Linz, Salzbourg et Graz. L'Autriche possède une incroyable richesse en monuments historiques et culturels, qu'il s'agisse de châteaux, de palais, de musées et d'églises, par exemple à Vienne, mais également dans d'autres villes telles que Salzbourg, Linz ou Graz.

## Histoire

### Tourisme dans la vieille Autriche
Au début du XIXe siècle, le tourisme était limité à des endroits individuels. Karlovy Vary (aujourd'hui en République tchèque) a déjà été visité par Goethe, Vienne était une destination permanente de l'aristocratie. La grotte d'Adelsberg (aujourd'hui en Slovénie) se trouvait déjà dans la destination Biedermeier d'Altösterreich. Les citadins fortunés vont souvent avec tout leur ménage, y compris les domestiques, dans une station balnéaire située à proximité immédiate de la ville (par exemple, de Vienne : Hinterbrühl), après l’extension du réseau ferroviaire dans des zones rurales isolées (par exemple Semmering). Bad Ischl était connue comme station thermale et résidence d’été de l’empereur François-Joseph Ier et de Bad Gastein comme station thermale, visitée principalement par la bourgeoisie. Le développement des Alpes autrichiennes a eu lieu à partir du milieu du XIXe siècle. Le développement du réseau ferroviaire a permis une expansion rapide du tourisme. En 1896, l’Autriche dirigea le k.k. Eisenbahnministerium, dont les tâches comprenaient des mesures de base pour l'amélioration du tourisme. Dans le développement touristique des Alpes, le Club alpin autrichien fondé à Vienne en 1862 a joué un rôle important dans le développement de la montagne avec des sentiers de randonnée et des refuges, tout comme le service de bus de 1907 du k.k. österreichischen Post (la première ligne de car postal exploitée dans le Tyrol du Sud actuel).
Dans la seconde moitié du XIXe siècle, à la suite de la construction de gare ferroviaire, de nombreux grands hôtels ont été construits, en particulier sur les rives des lacs et dans les vallées d'altitude. Les longs temps de séjour des touristes pendant les vacances d'été ont rendu possible une création de grande valeur. Le tourisme est devenu de plus en plus important. Ainsi, en 1909, les régions alpines de la vieille Autriche comptaient 2,5 millions de visiteurs, dont plus de 880 000 tyroliens, alors plus importants qu’aujourd’hui.
Le tourisme de sport d'hiver a commencé peu de temps avant la Première Guerre mondiale. Mathias Zdarsky est considéré comme l'un des pionniers du ski. Les premiers cours de ski ont eu lieu en 1905 à Stuben am Arlberg. En 1908, la première remontée mécanique en Autriche a été mise en service à Dornbirn. 

### Entre-deux-guerres
Alors que la Première Guerre mondiale a complètement paralysé le tourisme, de nombreuses communautés touristiques ont perdu leur clientèle féodale. Dans l'entre-deux-guerres, une nouvelle forme de tourisme estival « bourgeoise » s'est développée. Tandis que les touristes allemands passaient principalement leurs vacances dans les états fédérés de l'ouest (Salzbourg, Tyrol, Vorarlberg), les lacs de Carinthie et le Salzkammergut étaient plutôt visités par les touristes austro-hongrois. Vienne elle-même comptait à peu près le même nombre de touristes venus de l'ouest et de l'est.
En 1933, le gouvernement allemand imposa à l'Autriche une interdiction de mille marks. Les dirigeants allemands national-socialistes voulaient obtenir des concessions politiques de la part de la chancelière fédérale Dollfuß avec ce levier économique. Jusqu'à la levée de l'interdiction en 1937, le tourisme en Allemagne subit de lourdes pertes. À l'époque du socialisme national, le tourisme s'est complètement effondré.

### Développement après la seconde guerre mondiale
Le développement du tourisme après la Seconde Guerre mondiale s'est caractérisé par des taux de croissance élevés et le développement du tourisme de masse. La reprise économique, les droits de vacances prolongés et la mobilité croissante résultant d'une motorisation de masse ont entraîné une forte expansion du tourisme en Autriche. Jusqu'au début des années 90, les activités les plus importantes étaient la randonnée, la natation et le ski, ainsi que le tourisme urbain. Ce n'est qu'après la baisse des nuitées au début des années 90 que l'offre s'est diversifiée (par exemple, le tourisme de santé).
L’Autriche était encore la destination de vacances « évidente » de l’Allemagne dans les années 1970, mais cela a radicalement changé au cours des décennies qui ont suivi. Les touristes allemands sont toujours les plus nombreux en Autriche. Toutefois, la part de l’Allemagne dans le total des nuitées en Autriche a tendance à diminuer. L'internationalisation du marketing touristique autrichien, longtemps réclamée, prend de plus en plus d'importance : l'Autriche doit aujourd'hui s'adresser à des clients provenant d'un plus grand nombre de marchés source afin de réduire le risque de forte dépendance vis-à-vis de l'Allemagne.
| Année | Nuitées (en millions) | recettes (en millions d'€) |
| ----- | --------------------- | -------------------------- |
| 1950  | 15,6                  | 28,5                       |
| 1955  | 25,4                  | 155                        |
| 1960  | 42,0                  | 438                        |
| 1970  | 79,5                  | 1 887                      |
| 1980  | 118,7                 | 6 058                      |
| 1990  | 123,6                 | 11 078                     |
| 2000  | 113,7                 | 12 361                     |
| 2005  | 119,2                 | 15 428                     |

## Provenance des touristes
| Rang | Pays               | Nuitées (en milliers) | Arrivées (en milliers) |
| ---- | ------------------ | --------------------- | ---------------------- |
| 1    | Allemagne          | 56 285                | 14 092                 |
| 2    | Pays-Bas           | 10 036                | 2 001                  |
| 3    | Suisse             | 4 975                 | 1 445                  |
| 4    | Royaume-Uni        | 3 801                 | 996                    |
| 5    | République tchèque | 3 082                 | 948                    |
| 6    | Italie             | 2 863                 | 1 099                  |
| 7    | Belgique           | 2 826                 | 587                    |
| 8    | Hongrie            | 2 042                 | 620                    |
| 9    | Pologne            | 2 014                 | 541                    |
| 10   | États-Unis         | 1 926                 | 809                    |
| 11   | France             | 1 797                 | 551                    |
| 12   | Danemark           | 1 559                 | 368                    |
| 13   | Chine              | 1 398                 | 973                    |
| 14   | Russie             | 1 208                 | 350                    |
| 15   | Roumanie           | 1 208                 | 340                    |

## Divisions du tourisme autrichien

### Tourisme estival

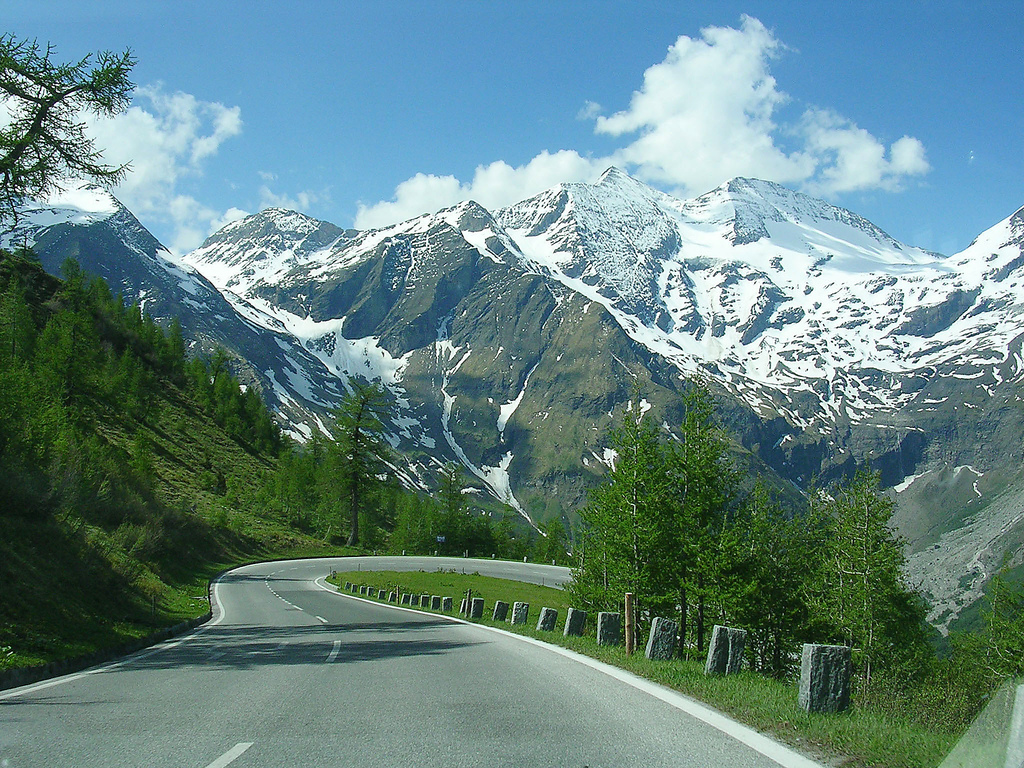
Haute route alpine du Grossglockner.

Le tourisme d'été est principalement centré sur les sports de montagne. Les montagnes jouent un rôle important pour les vacanciers actifs, notamment pour les randonnées en montagne et l'alpinisme. Les plus hautes montagnes autrichiennes culminent à 3 000 m d'altitude et se situent dans les Alpes orientales. Le Grossglockner (Tyrol / Carinthie), avec ses 3 798 m, est la plus haute montagne. L'Autriche compte de nombreux abris et 1 083 km de sentiers de randonnée exploités par les associations alpines et les associations de tourisme. Le tourisme balnéaire est particulièrement important au lac de Neusiedl, dans le Salzkammergut et dans la région des lacs de Salzbourg ainsi que dans la région des lacs de Carinthie.

### Tourisme hivernal

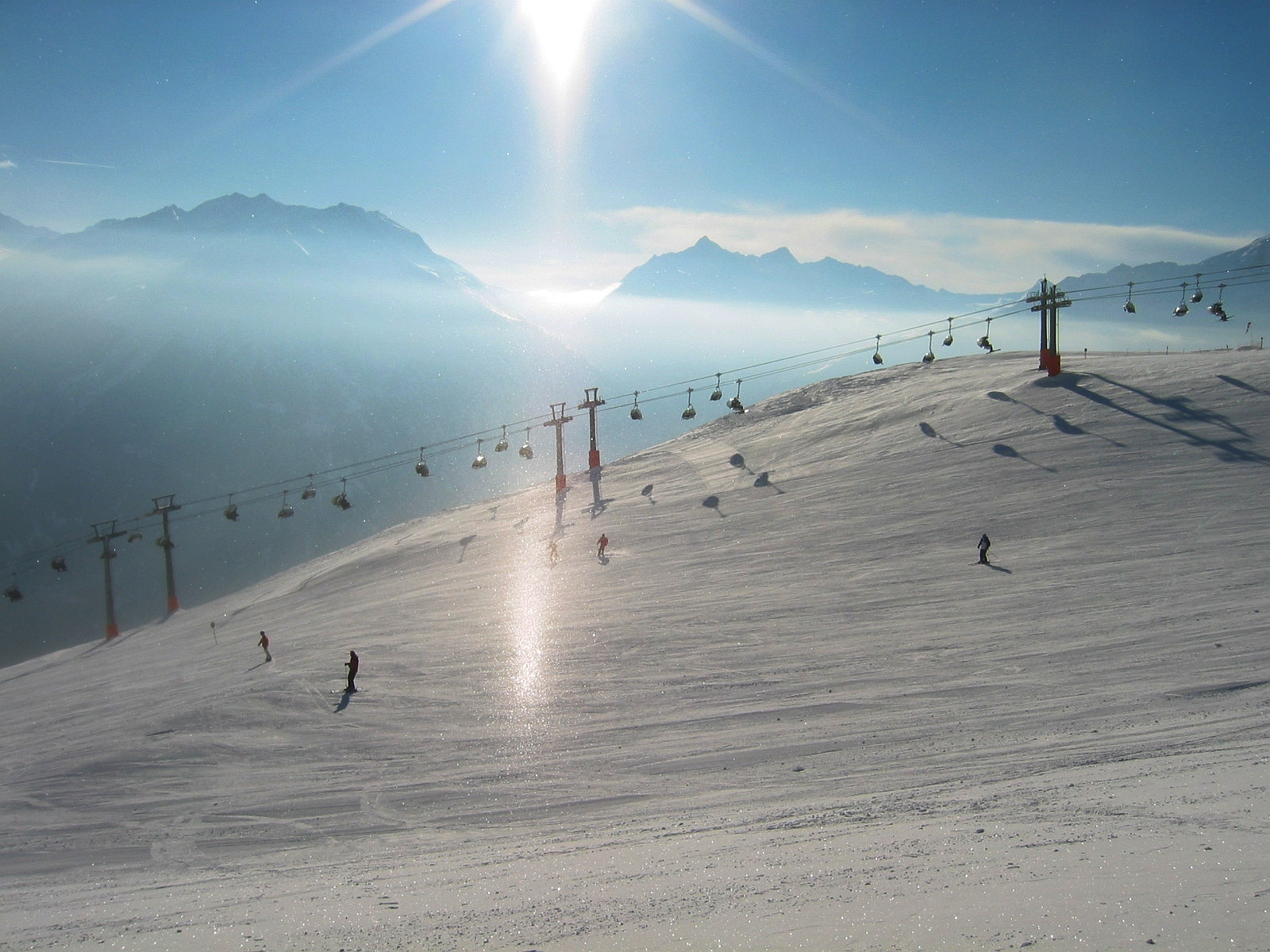
Skieur à Sölden.

Le tourisme d'hiver comprend principalement les sports d'hiver. En tant que pays à prédominance alpine, les possibilités de pratique du ski alpin en Autriche sont nombreuses. En particulier, les provinces du Vorarlberg, de la Carinthie, du Tyrol et de Salzbourg offrent un ou plusieurs domaines skiables dans presque toutes les vallées alpines et sont équipées de nombreuses remontées mécaniques (téléphériques, télésièges, téléski). Les grands domaines skiables des Alpes autrichiennes comptent au moins 50 remontées mécaniques différentes et parfois plus de 100 km de pistes damées. Toutefois, dans les États fédéraux de l’Est, de nombreux domaines skiables sont souvent associés à d’autres sports d’hiver, tels que le ski de fond, la luge ou les thermes. En outre, certaines stations de ski sur glacier en Autriche offrent des sports d’hiver toute l’année, quelles que soient les conditions de neige.
Les sports d'hiver génèrent une valeur ajoutée annuelle de 7,11 milliards d'euros. Si l’on tient compte des effets indirects et induits, la valeur ajoutée annuelle atteint même un peu plus de 11 milliards d’euros. La part du produit intérieur brut total des sports d’hiver en Autriche (2008) est d’environ 4,1 %. Selon les estimations, 1 emploi sur 14 en Autriche dépend directement ou indirectement des sports de glisse.

### Tourisme culturel
L’un des principaux objectifs du tourisme culturel est l’offre musicale : les plus connus sont :
- Le festival de Salzbourg, qui a lieu chaque été en été à Salzbourg, ville natale de Mozart ;
- Le festival de Bregenz qui se tient depuis 1946 ;
- Le festival de Vienne, le Wiener Staatsoper, l'orchestre philharmonique de Vienne et le Theater an der Wien sont des mots clés de la vie musicale très intense de Vienne ;
- Seefestspiele à Mörbisch et le festival d’opéra à St. Margarethen attirent les mélomanes au Burgenland ;
- Le festival Ars Electronica a lieu chaque année depuis 1979 à Linz ;
- En Carinthie, l'été carinthien invite à des représentations à Ossiach et à Villach ;
- En Styrie, le Styriarte propose une musique de première classe.

### Tourisme urbain
Vienne a attiré plus de 7,5 millions de visiteurs en 2018 et a réservé 16,5 millions de nuitées. Le tourisme urbain en Autriche inclut principalement la capitale fédérale Vienne et les huit capitales provinciales. La durée des séjours touristiques est généralement beaucoup plus courte dans les villes que dans les stations touristiques rurales, mais les touristes dépensent en moyenne beaucoup plus par jour que les autres visiteurs en Autriche. Dans les villes les plus fréquentées, la proportion de clients arrivant en avion est beaucoup plus grande que dans l’ensemble de l’Autriche ; la provenance des touristes est également plus diversifié.
Après Vienne, les villes les plus visitées sont (en 2018) :
- Salzbourg (2,3 millions)
- Innsbruck (1,3 million)
- Graz (908 000)
- Linz (742 000)
- Klagenfurt am Wörthersee (411 000)
- Bregenz (310 000)
- St. Pölten (148 000)
- Eisenstadt (59 000)

Une arrivée sur quatre en Autriche (8,7 sur 34,6 millions) en Autriche a été enregistrée en 2011 dans l'une des huit capitales provinciales ou à Vienne. Rien qu'en 2018, 7,54 millions d'invités et 16,5 millions de nuitées ont été comptés à Vienne seulement.

### Tourisme spa et bien-être
Le tourisme en Autriche comprend le tourisme de 84 stations thermales. En 2006, 18 millions de nuitées ont été comptabilisées dans ces communautés. En plus des cures prescrites médicalement, des séjours bien-être y sont également proposés.

### Tourisme d'affaires
Le tourisme d'affaires est principalement concentré dans les centres économiques du pays. À Vienne, par exemple, on suppose qu'environ 30 à 35 % des séjours d'une nuit sont organisés de manière professionnelle.

### Agrotourisme
Dans le contexte de l'écologie et de la sensibilisation à l'environnement, l'agrotourisme autrichien a augmenté ces dernières années.

## Patrimoine inscrit au patrimoine mondial de l'Unesco
- 1996 : Centre historique de la ville de Salzbourg
- 1996 : Palais et jardins de Schönbrunn
- 1997 : Paysage culturel de Hallstatt- Dachstein/Salzkammergut
- 1998 : Ligne de chemin de fer de Semmering
- 1999 : Ville de Graz - Centre historique
- 2000 : Le paysage culturel de la Wachau
- 2001 : Centre historique de Vienne
- 2001 : Paysage culturel de Fertö/Neusiedlersee en commun avec la Hongrie.

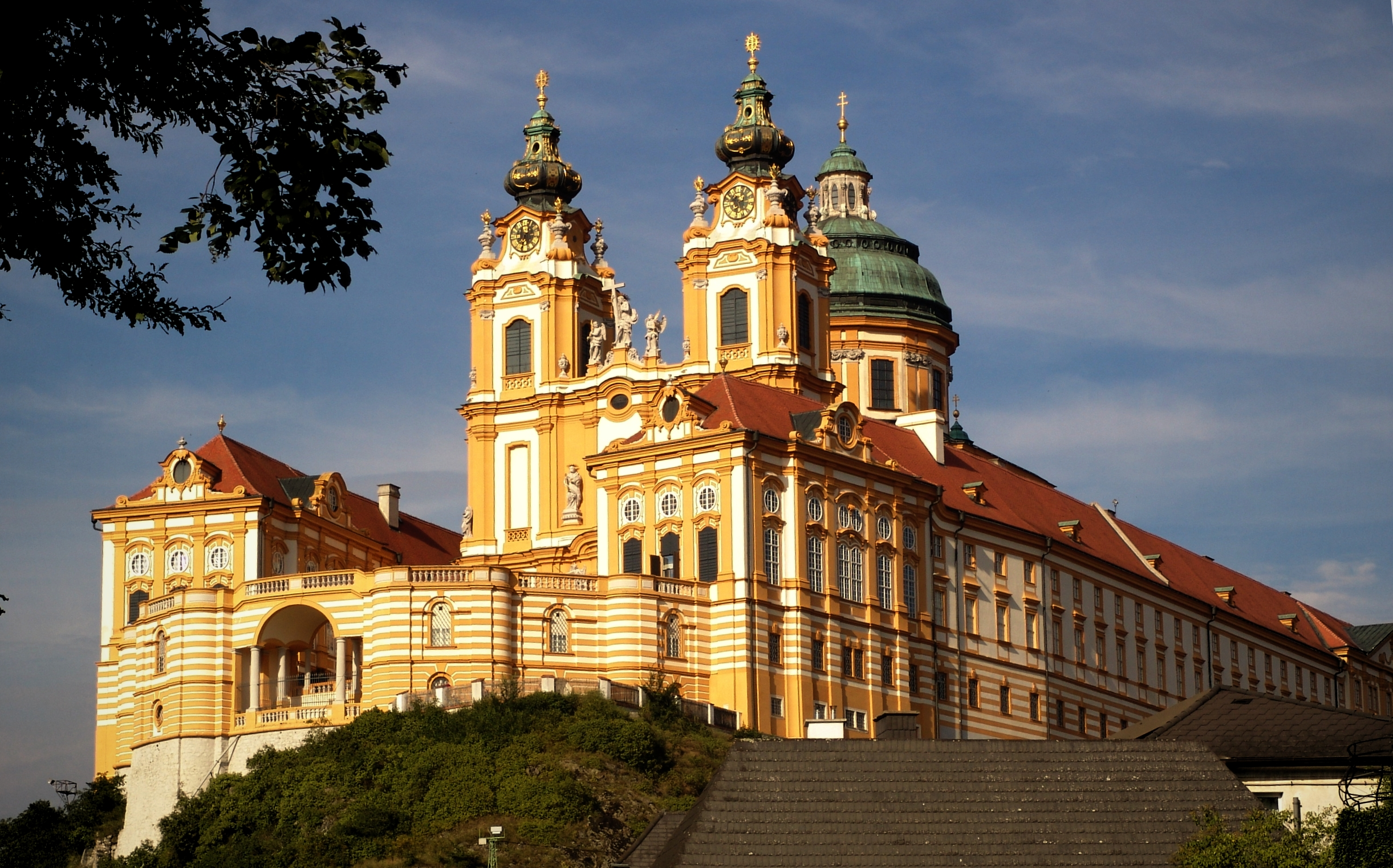
L'abbaye de Melk.
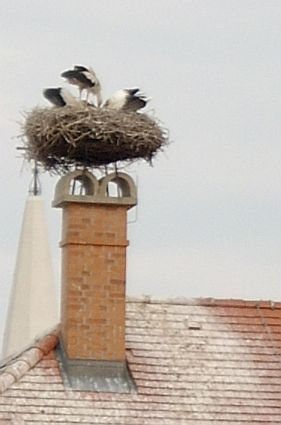
Paysage culturel de Fertö/Neusiedlersee.

## Grands évènements touristiques

### En 2008
Le championnat d'Europe de football organisée conjointement avec la Suisse. En Autriche, les villes d'Innsbruck, de Salzbourg, de Vienne et de Klagenfurt ont accueilli les compétitions.

### En 2009
La ville de Linz est désignée capitale européenne de la culture.

### En 2014
Depuis décembre 2014, Linz est membre du Réseau des villes créatives de l'UNESCO (UCCN) en tant que ville des arts médiatiques.